# Torped 65-76
Torped 65-76 (även kallad Kit (ryska: Кит), val) är en sovjetisk/rysk målsökande torped. Det är en konventionell vidareutveckling av den kärnvapenbestyckade Torped 65-73. Precis som 65-73 är den avsedd att användas mot stora och svårsänkta mål som hangarfartyg och supertankers. Jämfört med den mindre Torped 53-65 har den dubbelt så lång räckvidd och 50% större sprängladdning, något som är möjligt tack vare den större diametern. Den är huvudvapnet på alla ryska atomubåtar med 650 mm torpedtuber. Tack vare kombinationen av lång räckvidd, hög fart och stor sprängladdning anses Torped 65-76 vara ett mycket potent vapen.
Det var troligen läckande väteperoxid från en 65-76 som orsakade explosionen som sänkte K-141 Kursk 12 augusti 2000.